# Alcaicería

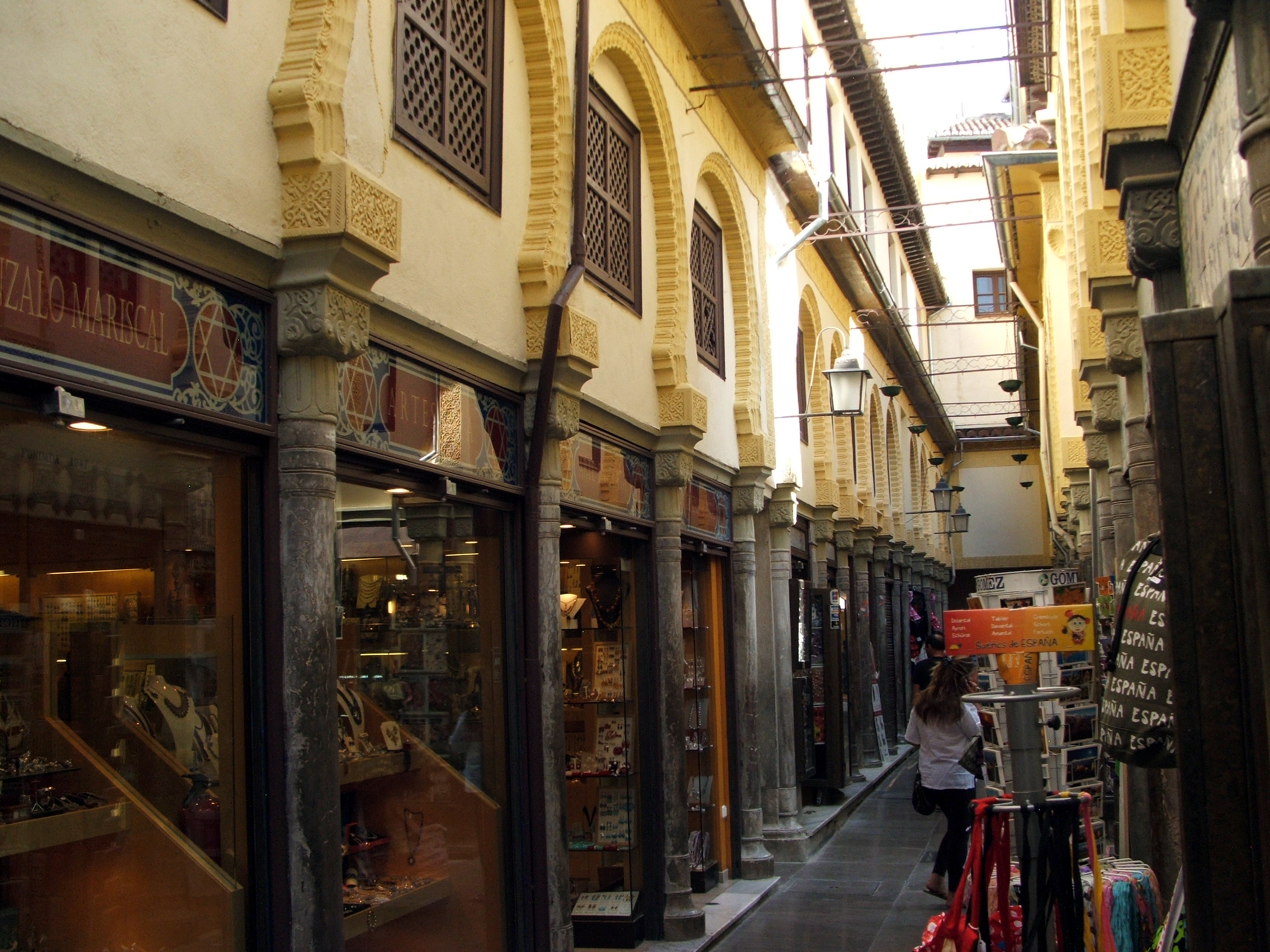
Calle Alcaicería in Granada

Alcaicería (von arabisch القيسارية, DMG al-qaisāriyya) bezeichnet im arabischen Spanien die Märkte für Luxuserzeugnisse wie Seidenstoffe, Tuche, Häute, Teppiche, Silbergegenstände, Goldschmiedearbeiten u. a.  
Eine alcaicería besaß einen Innenhof, um den herum Säulengänge angeordnet waren, wo die Läden sich befanden. Der streng bewachte Marktbezirk wurde nachts geschlossen. Die alcaicerías gehörten dem Staat und wurden von den Kaufleuten gepachtet. 
Die alcaicerías in Granada, Málaga und Almería lieferten den nasridischen Emiren große Einkünfte.